# SN 2007T
SN 2007T – supernowa typu II odkryta 3 lutego 2007 roku w galaktyce NGC 5828. W momencie odkrycia miała maksymalną jasność 16,90m.